# Videogiochi nel 1975
Eventi rilevanti avvenuti nell'industria dei videogiochi nel 1975. 
Per un elenco delle voci su giochi usciti nell'anno vedi Categoria:Videogiochi del 1975.

## Eventi
- In autunno, Magnavox dismette la console Odyssey.[1]
- Atari e Tele-Games (una divisione della Sears, Roebuck and Company) presenta la prima versione ufficiale per il mercato domestico di Pong.[2]
- Magnavox presenta due nuovi modelli della console Odyssey: l'Odyssey 100 e l'Odyssey 200.[1]
- L'Horror Games fondata da Nolan Bushnell pubblica il suo unico gioco, Shark Jaws, un gioco fatto per fruttare la popolarità del film Lo squalo di Steven Spielberg.[3]
- Midway presenta Gun Fight, il primo videogioco basato su microprocessore e il primo videogioco arcade licenziata da un'azienda giapponese per essere prodotto da un'azienda statunitense.[4] Taito sviluppata l'originale versione giapponese di Western Gun usando la tecnologia TTL: Dave Nutting Associates porta il gioco per il microprocessore Intel 8080 sviluppando la versione per il mercato statunitense.[5]
- Don Daglow sviluppa Dungeon, il primo videogioco di ruolo per il PDP-10.[6]